# 菊池桃子
菊池桃子（1968年5月4日—）為日本的女演员、歌手、電視藝人、大学教授，亦是1980年代日本女性偶像歌手的代表人物之一。
菊池桃子于2012年取得法政大学研究院政策创造研究科的硕士学位，专攻方向为雇用政策。同年8月，被母校户板女子短期大学聘为客座教授，负责雇用政策以及职业规划辅导课程的讲授。所属事务所为weisheit。育有一子一女，前夫为身为职业高尔夫选手的西川哲。同时也是女性品牌"Emom"（エマム）、"korpiko"（コルピコ）品牌的顾问。血型为B型。昵称为。

## 人物
出生于东京品川区，曾就读于日出女子学院高等学校，大学毕业于户板女子短期大学服装系美术科，于法政大学研究院政策创造研究科完成了研究生课程（指导教授为諏訪康雄），获得政策学的硕士学位。
在別冊宝島关于1980年代best song 50的调查排行中，菊池的5首作品在榜，在1980年代的女性偶像中位列第7。
喜欢小动物。兴趣包括手工艺和烹饪，单身时代曾经经常花费数天时间在家里制作怀石料理或是浓汤。

### 家庭
菊池桃子与职业高尔夫球选手西川哲于1995年4月24日在东京举行婚礼，5月1日正式入籍。
婚后育有一子一女。于2001年出生的长女在婴儿期患上了脑梗塞，虽治疗及时，却依然留下了左臂及左腿轻度麻痹的后遗症。长女在求学过程中遭遇到的困难和壁垒也成为菊池决定进入研究院学习及研究雇用政策最主要的原因。
在生下长女约一年半前曾经怀上过另一个孩子，但被诊断出有患有先天障碍的可能，孩子最后亦胎死腹中。
2012年1月28日菊池桃子宣布与西川离婚并已正式递交离婚申请书，结束与西川近17年的婚姻。
2019年11月4日，与经济産業政策局長新原浩朗结婚。

### 趣闻
在2013年3月31日放送的中，播出了菊池在富士电视在自助餐食厅中用早餐的片段。菊池将包括牛肉盖饭、沙拉、味增汤在内的早餐全部吃完仅用了2分18秒。

## 经历
菊池的叔母在青山经营的餐厅柜台上贴了几张家人的照片作为装饰，约在1981年的时候，其中的一张菊池微笑着的照片被偶尔来店的一名音乐行业的业内人士的注意到，这名业者随后向菊池的叔母询问了一些她的基本情况并与菊池的家人取得了联系。此后，菊池的父亲以“在不能影响学业的前提下尊重桃子的意愿”同意了事务所方面的请求，菊池桃子由此被挖掘进入演艺界。最初，性格成熟的菊池对于演艺界仅抱着“想要去了解看看”的好奇心（成为考古学家是她长期以来的梦想。），菊池后来曾表示在出道之前的数次面试曾中说过“觉得自己不适合做偶像”、“想要放弃”这样的话。在1982年，作为出道训练的一环，菊池曾在身为作曲家的神山纯一家中的录音室接受歌唱训练。在菊池后来的描述中，当时除了要去拜访的地址之外一无所知。对于神山纯一，菊池曾说神山“无论关于歌唱或是乐器，能将我关于音乐的疑问一一解释得明白透彻，是一个百科全书一样的人。”、“是一个带我了解未曾知晓的广大新世界并使我为之雀跃的人。”在接受了出道训练之后菊池于1983年10月在日本放送的广播节目（1983年10月-1984年3月）中饰演了一名女学生，正式展开在演艺界的活动。同年11月，菊池以模特的身份登上了以自己的名字命名的偶像杂志 《Momoco》的首刊封面。在1984年，菊池以作品《パンツの穴》（3月17日上映）初登大银幕，饰演的女性角色性格强烈，随着电影的大卖受到瞩目。并在一个月之后的4月21日发行了单曲正式作为偶像歌手出道。年底即凭借出众的唱片销量获得了日本唱片销售大奖（Oricon年度排行榜的前身）1984年度的女性新人奖并凭借7月发行的单曲《SUMMER EYES》获得了当年的日本唱片大奖新人奖，同时亦在该年度的写真集销量排行中拔得头筹。
以「It's Real Fresh 1000%」为宣传标语作为偶像歌手顺利出道的菊池桃子，在1984年其实一度成为了当年日本唱片大奖最優秀新人的得奖人选, 不过后来菊池以“没有准备好心情来接受这个奖” 拒绝了该奖项，并因同时间在塞班岛的工作而没有出席于当年12月31日举办的颁奖典礼。最终在典礼中由所属唱片公司VAP的工作人员宣读了菊池向歌迷表达感谢的手写信，主办方亦将该年的最優秀新人奖颁给了与菊池同时（1984年4月21日）出道的冈田有希子。
出道后以清纯动人的形象收获了大量的人气的菊池桃子，于1985年2月2-3日在日本武道馆举行了演唱会，打破了当时武道馆举办演唱会歌手的最年少记录。同时，参加演唱会的观众人数甚至超过了披头士乐队1966年在武道馆举办演出时的人数，超过了22000人。 开场前等待入场的队列从武道馆排到了附近的九段下地铁站，甚至创下了超过一万名观众无法入场的传说，成为当时的一大话题。 至此，菊池在偶像歌手呈井喷之势的80年代确立了自己的立足之地。从1985年2月发行的第四张单曲《卒業-GRADUATION-》开始的两年内，连续7张单曲都获得了了Oricon销售榜单的周榜第一位(（1985年2月27日）- （1987年3月25日）)。并在1986年的Elanor奖中凭借电影《幕末青春グラフィティ Ronin 坂本竜馬》获得新人奖。同年5月，作为第8支单曲的发售活动，菊池桃子在日本全国举行了12场握手会，总共动员了约27万名观众参加。
然而随着时间的推移，以清纯派的形象走红的菊池桃子面临着大众的审美疲劳与在偶像市场激战中崛起的风格各异的新人带来的多面夹击 ，受众群逐渐被瓜分，人气势头迎来转折；自小学习钢琴的菊池对于只专与“唱歌”的偶像歌手生涯亦开始产生质疑和厌倦。在这样的背景下，菊池于1988年2月举行记者会，宣布与松浦义和等人组成摇滚乐团「RA MU」并担任主唱。乐团的风格实际以Jazz Fusion为主，作品也多以都市中的男女情感为主题，然而在当时Jazz Fusion的曲风并非主流，大众亦对于菊池形象突然地大幅转换并不适应，在观众群中甚至出现了菊池“迷走”的说法。在乐团活动的一年间所发行的作品销售成绩并无突破，更是加速了菊池本人的人气倒退。 乐团于1989年2月发行单曲之后进入休团状态，此时菊池已经开始将工作的重心转移至影视剧方面；在1989年9月菊池更换经纪公司之后，乐团RA MU在事实上已经等同于宣告解散。1991年3月，菊池桃子以专辑《 》结束歌手生涯。
1994年8月8日宣布与职业高尔夫球选手西川哲订婚，但在1995年3月3日又发布了婚礼将无限期延后的消息，婚礼被延期的具体原因至今并没有被公开，但在当时西川哲与其父西川幸男因为婚约的发表而产生争执成为大众及媒体最主要的臆测方向。希望婚期延宕的决定能够被撤回的菊池在这之后也向西川哲的父亲表达了恳切的请求，得到了西川父亲“这样做也是为了菊池小姐的将来做了考虑。”的回答。受此影响，4天之后，心力交瘁的菊池因十二指肠溃疡穿孔入院接受了约4周的治疗。但这件事亦成为婚约事件的转折点，两人最终于4月24日举行婚礼，并于5月1日正式入籍。婚后分别于1996年8月、2001年10月分别诞下一子一女。
经历结婚与生子后的菊池于2008年重新展开了在电视节目、广播节目与影视剧中的广泛活动，更在同年5月与鈴木雅之合作了单曲，成为两人继1993年以来的再次合作。菊池于2012年1月28日发表了与西川哲的离婚声明，结束二人近17年的婚姻。至于离婚的原因，离婚声明中并没有提及，菊池本人也以“个人私事”为原由拒绝透露。
2012年3月25日，菊池完成了长达3年在法政大学研究院政策创造研究科的研究生课程，被授予硕士学位，同年8月1日正式受聘成为母校户板女子短期大学的客座教授，负责雇用政策以及职业规划辅导课程的讲授，隔年4月16日就任以普及并推动劳动者自主选择职业为主旨的特定非营利活动法人（NPO法人）“职业权推进NETWORK （页面存档备份，存于）”理事一职。=  
2014年，菊池在歌手出道30年之际发行纪念精选专辑，将过去的代表曲目进行重进编曲及演唱并收录了新曲，并于同年5月24、25日举办了纪念演出“菊池桃子30thAnniversary Concert「青春ラブレター」”。
2015年10月7日，日本安倍政府在所组建的第三次安倍内阁第一次改造中设立了以减缓少子化及人口老龄化进程为主旨的“日本一亿活跃国民会议”（全称“一億総活躍国民会議”）并于10月23日公布了入选人名单，菊池桃子被选为民间议员。在10月29日的初次会议中，菊池提出了名为“Social Inclusion（社会包容）”的提案，呼吁不排除社会中包括弱者的每一个人，使得每个人在社会中都能获得活跃的机会。另一方面，菊池在会议中亦提出了关于女性在产休后重新回到工作中的议题，但在阐述议题的过程中大量使用由外来语音译而成的“片假名词汇”造成了说明过程的不顺畅以及在发言中所使用的文章采用横排文字的方式等，亦引起了一部分讨论。菊池也在事后对此作出回应“准备时间仓促造成了阐述用的文章中出现大量片假名”以及“对于文字展现的形式与文字使用场合的配合今后会更慎重地考虑”。 后于2016年5月份退任该职。
2015年12月17日，菊池发行了她的的首部自传《午后向阳处》（午後には陽のあたる場所），书中讲述了她从进入演艺界，结婚生子到成为大学教授及单身母亲的心路历程。
于2016年7月就任日本文部科学省初等中等教育局视学委员一职。
2020年6月，宣布脱离Parfit Production事务所自立门户。

## 音乐
从出道单曲开始至RA MU时期结束的止，菊池的所有单曲及专辑皆由VAP发行，由Epic Records Japan（原EPIC SONY）发行。在销售成绩方面，从1985年2月发行的第四张单曲开始，连续7张单曲获得了Oricon销售榜单的周榜第一位。

### 单曲
1. （1984年4月21日）
2. （1984年7月10日）
3. （1984年11月1日）
4. （1985年2月27日）
5. （1985年5月15日）
6. （1985年9月26日）
7. （1986年2月13日）
8. （1986年5月14日）
9. （1986年9月3日）
10. （1987年3月25日）
11. （1987年7月29日）
12. （1987年10月8日）

### 原创专辑
| # | 曲名 | 作詞       | 作曲   | 編曲             |
| - | ---- | ---------- | ------ | ---------------- |
| 1 |      | 青木久美子 | 林哲司 | 林哲司・兼崎順一 |
| 2 |      | 佐藤純子   | 林哲司 | 林哲司           |
| 3 |      | 秋元康     | 林哲司 | 林哲司           |
| 4 |      | 秋元康     | 林哲司 | 林哲司           |
| 5 |      | 秋元康     | 林哲司 | 林哲司           |
| 6 |      | 秋元康     | 林哲司 | 林哲司           |
| 7 |      | 秋元康     | 林哲司 | 林哲司           |
| 8 |      | 佐藤純子   | 林哲司 | 林哲司           |
| 9 |      | 秋元康     | 林哲司 | 林哲司           |

| #  | 曲名 | 作詞             | 作曲   | 編曲   |
| -- | ---- | ---------------- | ------ | ------ |
| 1  |      | 秋元康           | 林哲司 | 林哲司 |
| 2  |      | 秋元康           | 林哲司 | 林哲司 |
| 3  |      | 青木久美子       | 林哲司 | 林哲司 |
| 4  |      | 青木久美子       | 林哲司 | 林哲司 |
| 5  |      | 青木久美子       | 林哲司 | 林哲司 |
| 6  |      | 秋元康           | 林哲司 | 林哲司 |
| 7  |      | 藤田浩一         | 林哲司 | 林哲司 |
| 8  |      | ja\|有川正沙子]] | 林哲司 | 林哲司 |
| 9  |      | 藤田浩一         | 林哲司 | 林哲司 |
| 10 |      | 有川正沙子       | 林哲司 | 林哲司 |

| #  | 曲名 | 作詞       | 作曲   | 編曲   |
| -- | ---- | ---------- | ------ | ------ |
| 1  |      | （无）     | 林哲司 | 林哲司 |
| 2  |      | 有川正沙子 | 林哲司 | 林哲司 |
| 3  |      | 康珍化     | 林哲司 | 林哲司 |
| 4  |      | 岡部正泰   | 林哲司 | 林哲司 |
| 5  |      | 藤田浩一   | 林哲司 | 林哲司 |
| 6  |      | 青木久美子 | 林哲司 | 林哲司 |
| 7  |      | 有川正沙子 | 林哲司 | 林哲司 |
| 8  |      | 青木久美子 | 林哲司 | 林哲司 |
| 9  |      | 佐藤純子   | 林哲司 | 林哲司 |
| 10 |      | 藤田浩一   | 林哲司 | 林哲司 |

| # | 曲名 | 作詞       | 作曲   | 編曲     |
| - | ---- | ---------- | ------ | -------- |
| 1 |      | 青木久美子 | 林哲司 | 林哲司   |
| 2 |      | 有川正沙子 | 林哲司 | 鷺巢詩郎 |
| 3 |      | 卖野雅勇   | 林哲司 | 鷺巢詩郎 |
| 4 |      | 卖野雅勇   | 林哲司 | 林哲司   |
| 5 |      | 卖野雅勇   | 林哲司 | 久石譲   |
| 6 |      | 青木久美子 | 林哲司 | 林哲司   |
| 7 |      | 卖野雅勇   | 林哲司 | 林哲司   |
| 8 |      | 有川正沙子 | 林哲司 | 林哲司   |
| 9 |      | 卖野雅勇   | 林哲司 | 鷺巢詩郎 |

| #  | 曲名                | 作詞               | 作曲     | 編曲     |
| -- | ------------------- | ------------------ | -------- | -------- |
| 1  |                     | 田口俊             | 和泉常宽 | 新川博   |
| 2  |                     | 新川博             | 松浦義和 | 松浦義和 |
| 3  |                     | 麻生圭子           | 新川博   | 新川博   |
| 4  | ja\|Two Years After | 卖野雅勇           | 和泉常宽 | 新川博   |
| 5  |                     | 売野雅勇           | 和泉常宽 | 新川博   |
| 6  |                     | 麻生圭子           | 杉山清貴 | 新川博   |
| 7  |                     | 康珍化             | 和泉常宽 | 新川博   |
| 8  |                     | 田口俊             | 新川博   | 新川博   |
| 9  |                     | 卖野雅勇           | 和泉常宽 | 新川博   |
| 10 |                     | 菊池桃子・藤田浩一 | 和泉常宽 | 新川博   |

| #  | 曲名 | 作詞               | 作曲       | 編曲     |
| -- | ---- | ------------------ | ---------- | -------- |
| 1  |      | 汤川丽子           | 日野皓正   | 神山純一 |
| 2  |      | 菊池桃子           | 神山純一   | 神山純一 |
| 3  |      | 汤川丽子           | 山川惠津子 | 神山純一 |
| 4  |      | 汤川丽子           | 神山純一   | 神山純一 |
| 5  |      | 冈田富美子         | 日野皓正   | 神山純一 |
| 6  |      | 冈田富美子         | 神山純一   | 神山純一 |
| 7  |      | 冈田富美子         | 羽場仁志   | 神山純一 |
| 8  |      | 菊池桃子・汤川丽子 | 菊池桃子   | 神山純一 |
| 9  |      | 菊池桃子           | 中村公貴   | 神山純一 |
| 10 |      | 冈田富美子         | TETSU      | 神山純一 |
| 11 |      | 菊池桃子           | 菊池桃子   | 神山純一 |

| #  | 曲名                        | 作詞       | 作曲   | 編曲       |
| -- | --------------------------- | ---------- | ------ | ---------- |
| 1  |                             | 秋元康     | 林哲司 | 杉山清貴   |
| 2  |                             | 秋元康     | 林哲司 | 鳥山雄司   |
| 3  | ja\|雪にかいたLOVE LETTER]] | 秋元康     | 林哲司 | 西川進     |
| 4  |                             | 秋元康     | 林哲司 | 杉山清貴   |
| 5  |                             | 秋元康     | 林哲司 | 鳥山雄司   |
| 6  |                             | 康珍化     | 林哲司 | 杉山清貴   |
| 7  |                             | 有川正沙子 | 林哲司 | 小倉博和   |
| 8  |                             | 有川正沙子 | 林哲司 | 宅見将典   |
| 9  |                             | 卖野雅勇   | 林哲司 | 西川進     |
| 10 |                             | 青木久美子 | 林哲司 | 小倉博和   |
| 11 |                             | 铃木收     | 淳君   | 平田祥一郎 |

#### 精选集・其他
1. （1986年12月21日）
2. （1987年2月10日）
3. （1989年3月8日）
4. （1993年11月1日）
5. （1993年11月1日）
6. （2003年3月3日）（由3张CD、3张DVD组成的套盒）
7. （2003年6月25日）（由3张CD、4张DVD组成的套盒）
8. (2011年5月18日)

### DVD
- （2014年12月24日、VAP）

### 合作作品
鈴木雅之
- 专辑（1993年9月9日） -
- 单曲（1994年1月12日）
- 专辑（1995年10月23日）
  - 在DVD（1996年1月21日（VHS）、2003年11月19日（DVD））中收录了。
- 合唱单曲（1996年2月1日）
- 专辑（2003年3月19日）中亦有收录该曲。
- 合唱单曲（2008年5月28日）
- 合唱专辑（2008年6月25日）
- 35周年纪念精选集（2015年3月4日）

杉山清貴
- 专辑中的收录曲（2016年7月6日） ※此曲为与菊池桃子的合唱曲。[23]

## 戏剧作品

### 电影
- ※注：上映日期及制片公司后的加粗内容即为菊池饰演的角色名。
- パンツの穴 （1984年3月17日上映、ジョイパック）[24]※出道作品
- テラ戦士ΨBOY （1985年7月13日上映、東映） - 主演・MOMOKO
- 幕末青春グラフィティ Ronin 坂本竜馬（1986年1月25日公開、東宝） - お菊
- アイドルを探せ（尋找偶像） （1987年4月11日上映、松竹） - 主演・藤谷知香子
- パ★テ★オ （1992年、松竹）- 主演・江川真理
- それいけ!アンパンマン てのひらを太陽に （1998年7月25日上映、松竹） - 声音演出・オカリナ姫のリナちゃん
- 神奇寶貝劇場版：夢幻與波導的勇者 路卡利歐 （2005年） - 声音出演・アイリーン / リーン （分饰两角）
- 豐臣公主 （2011年5月28日上映、東宝） - 国松の母
- 蜜桃女孩（2017年5月20日上映、松竹） - 安達桜子

### 电视剧
- ※注：电视台播放日期及制作公司后的加粗内容即为菊池饰演的角色名。
- 卒業-GRADUATION- （1985年3月6日、日本テレビ、主題歌「卒業」） - 桃子
- 放浪-さすらい- （1986年5月28日、TBS、主題歌「夏色片想い」） - 杳子
- 恋はハイホー! （1987年10月21日 - 1988年1月27日、日本テレビ） - 初主演・古谷桃子
- 田原坂 （1987年12月30・31日、日本テレビ） - 中原香（中原尚雄的妹妹・村田岩熊的恋人）
- 変装 -未来の自分を旅した女-（1988年9月26日、フジテレビ）
- スクールガール・セレナーデ 桂華學女小夜曲 （1988年11月11日、日本テレビ） - 恩田トミエ
- 君の瞳に恋してる! （1989年1月16日 - 3月20日、フジテレビ） - 望月麻知子
  - 君の瞳に恋してる!スペシャル（1989年10月9日） - 望月麻知子
- お嬢さん現金に気をつけて!（1989年6月9日、フジテレビ）- 白井由紀子
- 同·級·生 （1989年7月3日 - 9月25日、フジテレビ） - 佐倉杏子
- 幸福ホットライン（1989年7月20日、読売テレビ） - 明子
- 東京Xマス・ラブウォーズ（1989年12月16日、TBS） - 恵
- HOTEL （1990年1月11日 - 3月22日、TBS） - 水谷杏子
- お嬢さん、殺人にご用心!（1990年3月26日、フジテレビ）- 白井由紀子
- 恋のパラダイス （1990年4月12日 - 6月28日、フジテレビ） - 七海栞
- 夢の家（1990年7月21日、フジテレビ、FNS一億人のテレビ夢列島'90）
- お嬢さん朝食をご一緒に!（1990年10月8日、フジテレビ）- 白井由紀子
- 世界奇妙物語（1990年 - 1992年、フジテレビ系）
  - 「瘾」（1990年7月12日） - 吉永真理子
  - 「呪いの紙人形」（1991年4月11日）
  - 「笑いの天才」（1992年）
- バレンタインに何かが起きる「第2話パターンB（花のOL編）「義理チョコに御用心」」（1991年2月11日、TBS、月曜ドラマスペシャル） - 主演・則子
- ナースステーション （1991年1月15日 - 3月18日、TBS） - 主演・中田真里子
- ヴァンサンカン・結婚 （1991年7月4日 - 9月19日、フジテレビ、木曜劇場） - 松永右子
- OLは泥棒がお好き!? （1991年8月2日、フジテレビ）
- 次男次女ひとりっ子物語 （1991年10月17日 - 12月26日、TBS） - 有賀さやか
- 信長 KING OF ZIPANGU （1992年1月5日 - 12月13日、NHK） - 帰蝶
- いつか王子様が （1992年1月6日、フジテレビ）
- パ★テ★オPART1（1992年9月18日） - 主演・江川真理
  - パ★テ★オ PATIOPART2（1992年10月23日）
- あの日に帰りたい （1993年1月11日 - 3月22日、フジテレビ） - 主演・青木千夜子
- 結婚式（1993年5月7日、フジテレビ）
- イエローカード （1993年7月2日 - 9月24日、TBS） - 矢坂紀子
  - イエローカードスペシャル（1994年4月1日）
- 新春ドラマスペシャル あおげば尊し「放課後に逢いたい」(1994年1月3日、フジテレビ) - 中西美代子
- 太陽とお月さま（1994年3月18日、フジテレビ、金曜エンタテイメント） - 未央
- 適齢期 （1994年4月15日 - 7月1日、TBS） - 主演・高瀬真琴
- 男嫌い （1994年7月14日 - 9月22日、TBS） - 主演・細川秋緒
- 明るい家族計画 （1995年1月12日 - 3月23日、フジテレビ、木曜劇場） - 坂巻リコ
- 山田太郎ものがたり （2007年7月6日 - 9月14日、TBS） - 山田綾子
- 美ら海からの年賀状 （2007年12月14日、フジテレビ） - 森田芳子
- まるまるちびまる子ちゃん （2008年1月31日 フジテレビ） - たかしくんの母
- 新春ドラマスペシャル 福助 （2010年1月4日、東海テレビ） - 五十嵐由季子
- 女帝 薫子（2010年6月6日・6月13日、テレビ朝日） - 伊丹薫子
- ナサケの女 〜国税局査察官〜 第1話（2010年10月21日、テレビ朝日） - 谷口由香
- おじいちゃんは25歳 （2010年11月23日 - 11月25日、TBS） - 栗原明日香
- ガラスの家（2013年9月10日 - 10月29日、NHK） - 尾中寛子
- あすなろ三三七拍子（2014年7月15日 - 9月9日、フジテレビ） - 藤巻広子
- ドラマスペシャル フラガールと犬のチョコ（2015年3月11日、テレビ東京） - 吉本美那子
- ドラマスペシャル ハッピー・リタイアメント（2015年10月18日、テレビ朝日） - 安井清子
- 金曜ロードSHOW!特別ドラマ企画 さよならドビュッシー 〜ピアニスト探偵 岬洋介〜（2016年3月18日、日本テレビ） - 真田悦子
- ノンママ白書（2016年8月13日 - 9月24日、東海テレビ・フジテレビ） - 大野愛美[25]
- 定年女子（2017年7月9日 - 8月27日、NHK BSプレミアム） - 竹下由美
- 相棒 season16 第3話「銀婚式」（2017年11月1日） - 瀬川楓
- 花のち晴れ〜花男 Next Season〜(2018年4月17日 - ) - 江戸川 由紀恵

### 综艺节目及其他
- 大石恵三（1993年5月 - 1993年9月、フジテレビ） - 嘉宾→常驻阵容
- おしゃれカンケイ（1994年7月 - 1995年3月、日本テレビ） - 主持人
- ものまね王座決定戦（フジテレビ）评审
- 郁恵・井森のお料理BAN!BAN!（フジテレビ） - 曾经作为常驻嘉宾出现
- はなまるマーケット（2008年4月 - 2010年3月、TBSテレビ） - 周一→周三・常驻嘉宾
- 奇跡の地球物語〜近未来創造サイエンス（2010年8月8日・2011年1月23日、テレビ朝日） - 幕后解说嘉宾
- 日曜ビッグバラエティ「夏休みの自由研究 はじめての“小さな大冒険”」（2010年8月22日、テレビ東京） - 幕后解说
- 雑学家族（2012年4月28日 - 2013年3月23日、テレビ朝日） - 妻・桃子 （常驻嘉宾）
- 優しい人なら解ける クイズやさしいね（フジテレビ） - 不定期出演

### 新闻、时评节目
- 人生の楽園 ナレーション （2009年1月4日 - 現在、テレビ朝日）
- 報道ステーション SUNDAY（2012年3月25日、テレビ朝日） - 格安航空ピーチの舞台裏をリポート
- とくダネ!（2012年4月5日 - 9月18日 、フジテレビ） - 评论员
- アゲるテレビ（2013年6月26日 - 2013年9月25日 、フジテレビ） - 每周三
- スッキリ!!（2014年1月8日、日本テレビ） - 作为大沢あかね的代班评论员

### 出演广告
- 好侍食品『チョコケーキ2』（1983年）
- 資生堂『バブルポップ』『アクネ』『リップアミュレット』『シャワーコロン』（1984年、1993年-1995年）
- 日立製作所『マスタックス』（1985年-1986年「桃子、うさぎの耳に…なりたい…な…」など）
- 江崎固力果『ポッキー』（1985年）
- 日本生命保險『JUSTとBIGYOU』（1986年 - 1987年）
- ダイドードリンコ『JUICE 100』（1988年 - 1989年）
- 獅王『アクアミー』（1989年、1998年 - 1999年）
- JVC『ムービーごっこ』『ビデオデッキ』『ワイドテレビ』（1990年 - 1993年）
- 日清食品『咚兵衛』（1990年 - 1994年、与井森美幸共同出演）
- 寶生物技術『TaKaRaグリーンバナナフィズ』（1991年）
- 普利司通『安全キャンペーン』（1991年 - 1993年）
- 東海銀行　企画広告（1991年 - 1996年）
- UCC『缶コーヒー オリジナル』『缶コーヒー メジャー』（1992年 - 1995年）
- 麒麟啤酒『ラガービール』（1994年）
- 賃貸住宅ニュース『週刊CHINTAI』（1994年 - 1996年）
- 日產汽車『日產Cefiro』（1994年 - 1995年）
- 三洋電機『エアコンDr.twin』『冷蔵庫 新鮮組』『掃除機 舞姫』『エアコン 快援隊』『洗濯機　分ひまわり』（1996年 - 1997年）
- ミツカン『追いがつおつゆ』『追いがつおぽんず』（1997年 - 2010年）
- トステム『スーパーウォール工法』他 企画広告（2000年 - 2003年）
- ツムラ『すくすくベイビー』『みんなの漢方』（2002年 - 2006年）
- 三菱电机『冷蔵庫』『全自動洗濯機・衣類乾燥機』『電気温水器』『太陽光発電システム』『エコキュート』『IHクッキングヒーター』

- 丰田汽车『低燃費訴求キャンペーン』（2008年）
- 视康 『遠近両用コンタクト』WEB-CM（2011年12月6日 - 2012年1月）
- ネスレ日本『奇巧巧克力2012年受験生応援キャラクター』（2011年12月15日 - 2012年3月）
- 朋友株式會社・Bigen『香りのヘアカラー』『ヘアマスカラ』『ポンプフォームカラー』『カラートリートメント』（2015年 - 2017年）
- NTT DOCOMO『ドコモ 子育て応援プログラム』担任讲解（2017年 - ）

### 广播节目
- 日本放送
  - 学園バラエティ パンツの穴（1983年10月 - 1984年3月 ）
  - SONY Night Square 桃子とすこし夜ふかし（1984年10月 - 1985年3月）
  - オールナイトニッポン ドラマスペシャル 桃子（1985年8月 - ）
  - 青春ファンタジア 菊池桃子 あなたと星の上で（1985年4月 - 1988年10月）
- 文化放送
  - ファーストフライト（1984年4月 - 1984年9月）
  - ハート通信（1984年10月 - 1985年3月）
  - 桃子っぽいね（1985年4月 - 1987年3月）
  - 桃子とおしゃれNIGHT（1988年10月 - 1989年4月）
  - 菊池桃子のライオンミュージックサタデー（2011年7月 - ）
- TBS電台
  - 青春トライアングル（1985年10月 - 1988年4月）
  - レディに御用心（1993年10月 - 1994年4月）
- MBS電台
  - WAKUWAKU桃コール（1990年3月 - 1992年4月）

## 书籍

### 写真集
- 『菊池桃子It's Real Fresh 1000%』（1985年3月、学研）
- 『MOMOKO IN BOY』（1985年7月、学研）
- 『菊池桃子 SHINING WIND』（1985年10月、近代映画社）
- 『桃子白書』（1987年7月、学研）
- 『菊池桃子 - 菊池桃子写真集』（1990年11月、スコラ） ISBN 4-8470-2022-7
- 『とびいろのなつ - 菊池桃子写真集（パート2）』（1990年12月、近代映画社） ISBN 4-7648-1662-8
- 『MOMOKOKIKUCHI【アリバイ】』（1994年1月、学研)

### 其他书籍
- 『菊池桃子 きみに瞳ボレ』（1984年、学研） ISBN 4-8518-3477-2
- 『冗談はやめて、まず 菊池桃子』（1985年3月、学研）
- 『テラ戦士ΨBOY』（1985年7月、学研）
- 『MAKING OF BOY』（1985年7月、学研）映画パンフレット
- 『ADVANCED DOMESTIC TOUR 1985』（1985年）コンサートパンフレット
- 『DOMESTIC-TOUR '85』（1985年）コンサートパンフレット
- 『LIVE-FANTASY 1986』（1986年）コンサートパンフレット
- 『DELUXE MOMOCO』（1986年3月、学研）
- 『Pierre et Gilles』（1993年、Taschen出版）作品：Asian Venus,1992
- 『ADVANCED DOMESTIC TOUR 1985』復刻改訂版（2014年5月）コンサートパンフレット
- 『DOMESTIC-TOUR '85』復刻改訂版（2014年5月）コンサートパンフレット
- 『LIVE-FANTASY 1986』復刻改訂版（2014年5月）コンサートパンフレット
- 『菊池桃子 30th Anniversary Concert｢青春ラブレター｣』（2014年5月）コンサートパンフレット

### 食谱
- ISBN 4-387-01120-3
- ISBN 4-387-02137-3

### 杂志
- 連載エッセイ「7転び3回屈伸起き（1992年2月 - 1994年1月（共24回）、『ViVi』講談社）
- 連載エッセイ（1998年1月 - 1998年12月号)、『マフィン』小学館）
- 「まんまる笑顔」連載（2006年7月 - 2009年5月号)、『キティとあそぼ』别册附录育儿支援杂志「ハローマミィ」サンリオ）
- 「菊池桃子のさわやか対談　笑顔でこんにちは！」连载（2009年7月 - 2010年5月号)、『キティとあそぼ』别册附录育儿支援杂志「ハローマミィ」サンリオ）

### 单行本
- （2015年12月17日、扶桑社）

## 奖项
- 第26回日本レコード大賞　新人賞（1984年） - 『SUMMER EYES』
- 第17回日本レコードセールス大賞 女性新人賞（1984年）
- 第11回日本テレビ音楽祭 トップアイドル賞（1985年）
- 第31回エランドール賞 新人賞（1986年）
- 2007 COTTON USAアワード（2007年）
- 2015 ベストビューティストアワード（2015年）[26]

## 关联项目
- RA MU
- BOMB（日语：BOMB）
- Momoco
- VAP
- 日本史詩唱片